# STS–128
Az STS–128 jelű küldetés az amerikai űrrepülőgép-program 128., a Discovery űrrepülőgép 37. repülése.

## Küldetés
Nicole Stott Nemzetközi Űrállomás 20. és 21. személyzetének tagjaként váltotta Timothy Lennart Kopra ISS fedélzeti mérnököt.

## Jellemzői
A beépített kanadai Canadarm (RMS) manipulátor kart 50 méter kinyúlást biztosított (műholdak indítás/elfogása, külső munkák [kutatás, szerelések], hővédőpajzs külső ellenőrzése) a műszaki szolgálat teljesítéséhez. Az Orbiter Boom Sensor System (OBSS) rendszerrel újabb 15 méterrel meghosszabbították a manipulátor kinyúlási távolságát.

## Hasznos teher
A Leonardo Multi-Purpose Logistics Module (MPLM) fedélzetén logisztikai árút (víz, élelmiszer, ruházat, személyes tárgyak, orvosi- eszközök, berendezések, kutatási- kísérleti anyagok és eszközök) szállítottak, közöttük egy, a hűtőrendszerben használt ammóniát tartalmazó tartályt (Lightweight Multi-Purpose Experiment Support Structure Carrier). Visszafelé bepakolták a csomagoló anyagokat, kutatási eredményeket, a szemetet.

## Személyzet
(zárójelben a repülések száma az STS–128 küldetéssel együtt)
- Frederick Wilford Sturckow  (4) - Parancsnok
- Kevin Anthony Ford  (1) - Pilóta
- Patrick Graham Forrester  (3) - Küldetésfelelős
- José Moreno Hernández  (1) - Küldetésfelelős
- Christer Fuglesang  (2) - Küldetésfelelős - ESA
- John Daniel Olivas  (2) - Küldetésfelelős

### Induló ISS Személyzet
- Nicole Stott  (1) - Fedélzeti mérnök

### Visszatérő ISS Személyzet
- Timothy Lennart Kopra  (1) - ISS fedélzeti mérnök

## Előkészületek

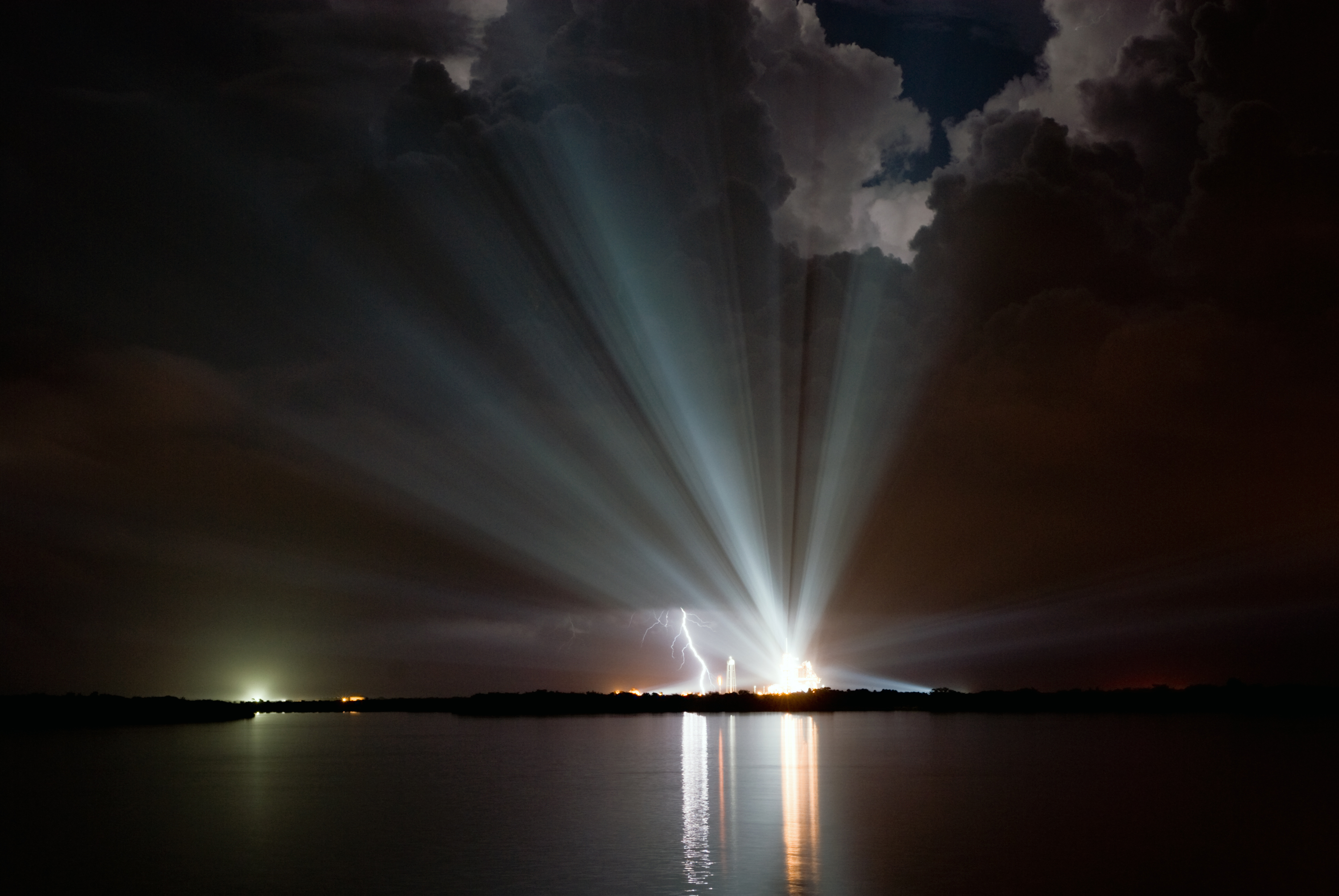
Zivatar az LC–39A indítóállásnál augusztus 24-én

Az STS–127 indításakor az ET–131 jelű külső üzemanyag-tartályról újra szigetelőanyag-darabok váltak le, ezért július végén, már a VAB-ban a gyorsítórakétákkal összeszerelt ET–132 üzemanyag-tartály hőszigetelés-ragasztásán szilárdsági teszteket végeztek. Ezek eredménye kielégítő volt. Közvetlenül a kedvező vizsgálati eredmények után újabb 125 tesztet írtak elő, és a startot augusztus 18-ról 26-ra halasztották.
Az összeszerelt komplexum augusztus 4-én hagyta el a VAB-ot. A startot később augusztus 24-ére hozták előre, azonban az elektromos rendszer egyik elosztója hibásnak bizonyult, ennek cseréje után a rá között berendezéseket le kellett tesztelni, ami 24 órás késést eredményezett, az indítást 25-ére tolva, ekkor azonban az időjárás (zivatarok, villámok) miatt kellett újabb 24 órával halasztani, 26-án 07:10-re.

## Repülés

### Első és második nap, augusztus 29., indítás
2009. augusztus 29-én 05:59-kor (magyar idő szerint augusztus 28, 23:59 EDT) a szilárd hajtóanyagú gyorsítórakéták, Solid Rocket Booster(SRB) segítségével Floridából, a Cape Canaveral (KSC) Kennedy Űrközpontból, a LC39–A (LC–Launch Complex) jelű indítóállványról emelkedett a magasba. Az orbitális pályája 89,33 perces, 51,6 fokos hajlásszögű, elliptikus pálya perigeuma 219 kilométer, az apogeuma 264 kilométer volt. Felszálló tömeg indításkor 121 422 kilogramm, leszálló tömeg 116 056 kilogramm. Szállított hasznos teher 16 973 kilogramm.
Különös figyelmet szenteltek a hajtóanyagtartályról esetleg leváló hőszigetelés- és jégdaraboknak, de ilyen eseményre nem került sor. Az egyik szilárd hajtóanyagú gyorsítórakéta egyik főernyője nem nyílt ki, emiatt az Atlanti-óceánba 17g túlterheléssel csapódott, ami kisebb sérüléseket okozott. A Föld körüli pálya elérése után kinyitották a raktérajtókat, és a mögöttük található parabolaantennát, így lehetővé vált a nagy sebességű kommunikáció a Földdel. A nap folyamán később sor került a hővédő pajzs ellenőrzésére.

### Harmadik nap, augusztus 30. dokkolás

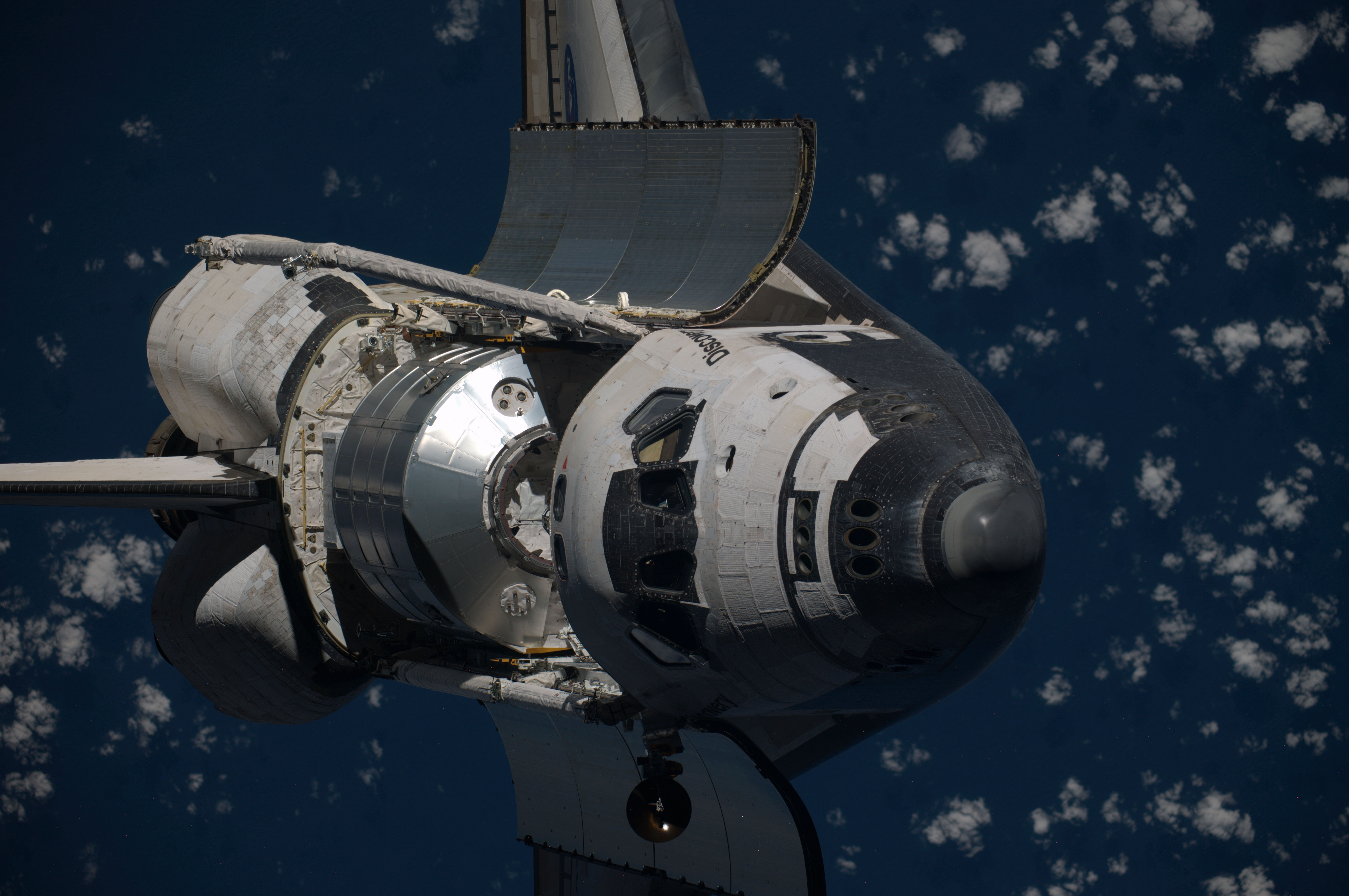
Az összekapcsolódás előtt a Discovery egy teljes fordulatot tett kereszttengelye körül, hogy körbefényképezhessék, a hővédő pajzs esetleges sérüléseit keresve

Az űrrepülőgép, első indításának (STS–41–D) 25. évfordulóján, a Nemzetközi Űrállomás megközelítése után végrehajtotta a Rendezvous Pitch Maneuvert (RPM), azaz kereszttengelye körül egy teljes fordulatot tett, miközben az űrállomásról Gennagyij Padalka és Michael Barrett fényképezte, a hővédő pajzs sérüléseit keresve. Ezután a Discovery Harmony modul PMA–2-es dokkolóberendezéséhez kapcsolódott. A dokkolás során kipróbálták az automatikus dokkoláshoz szükséges, az űrrepülőgép dokkolóberendezéshez képesti helyzetét mérő TriDAR berendezést.

### Negyedik nap, augusztus 31.
A Discovery robotkarjának segítségével az MPLM Leonardot kiemelték a raktérből és hozzákapcsolták az űrállomáshoz. A segédhajtómű-rendszer egyik, finom manőverezéshez használt Vernier-fúvókája meghibásodott, ez később problémát okozott az űrszemét-darabok kerülgetésénél és a szétkapcsolódás utáni manőverezésnél.

### Ötödik nap, szeptember 1. EVA 1

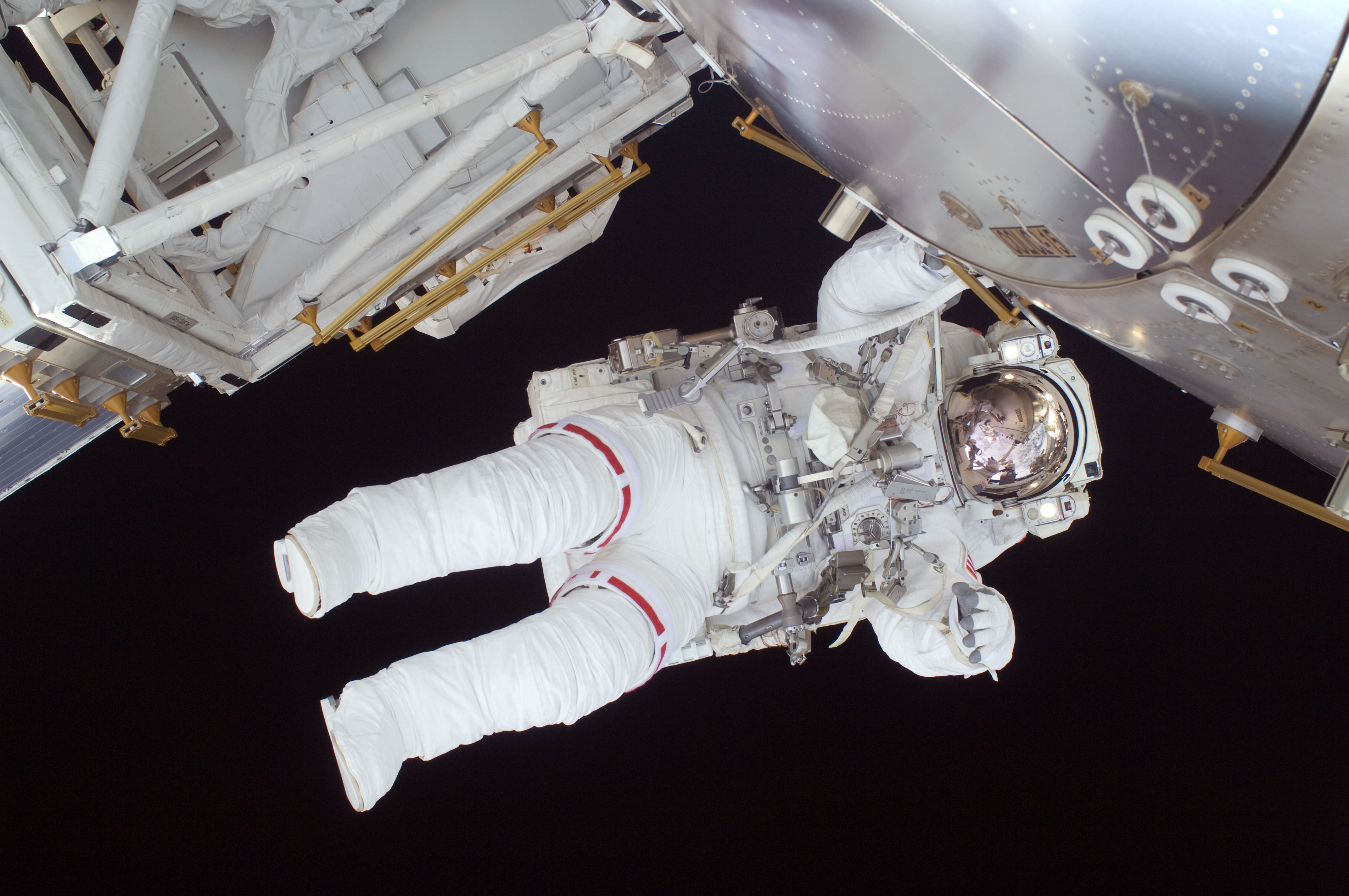
Nicole Stott az első űrsétán

Az első, 6 óra 35 perces űrsétát Nicole Stott és John Daniel Olivas hajtották végre. Leszereltek egy kiürült ammóniatartályt az integrált rácsszerkezet P1 eleméről, melynek helyére a következő űrsétán szerelik fel az új, teli tartályt. Az üres tartályt visszaszállítják a Földre, de mivel helyét a raktérben elfoglalja a teli tank, ezért a robotkaron hagyták. Leszereltek két kísérleti berendezést (EuTeff és MISEE 6) a Columbus modul külsejéről, melyeket szintén visszavisznek a Földre. Ezzel párhuzamosan a legénység többi része az MPLM-ről az űrállomásra rakott át különböző berendezéseket, többek között a C.O.L.B.E.R.T. futószőnyeget.

### Hatodik nap, szeptember 2.
Folytatódott az MPLM kirakodása és a felszállított berendezések installálása, emellett Olivas és Hernandez (@Astro_Jose) Twitteren és YouTube-on feltett kérdésekre válaszolt.

### Hetedik nap, szeptember 3. EVA 2

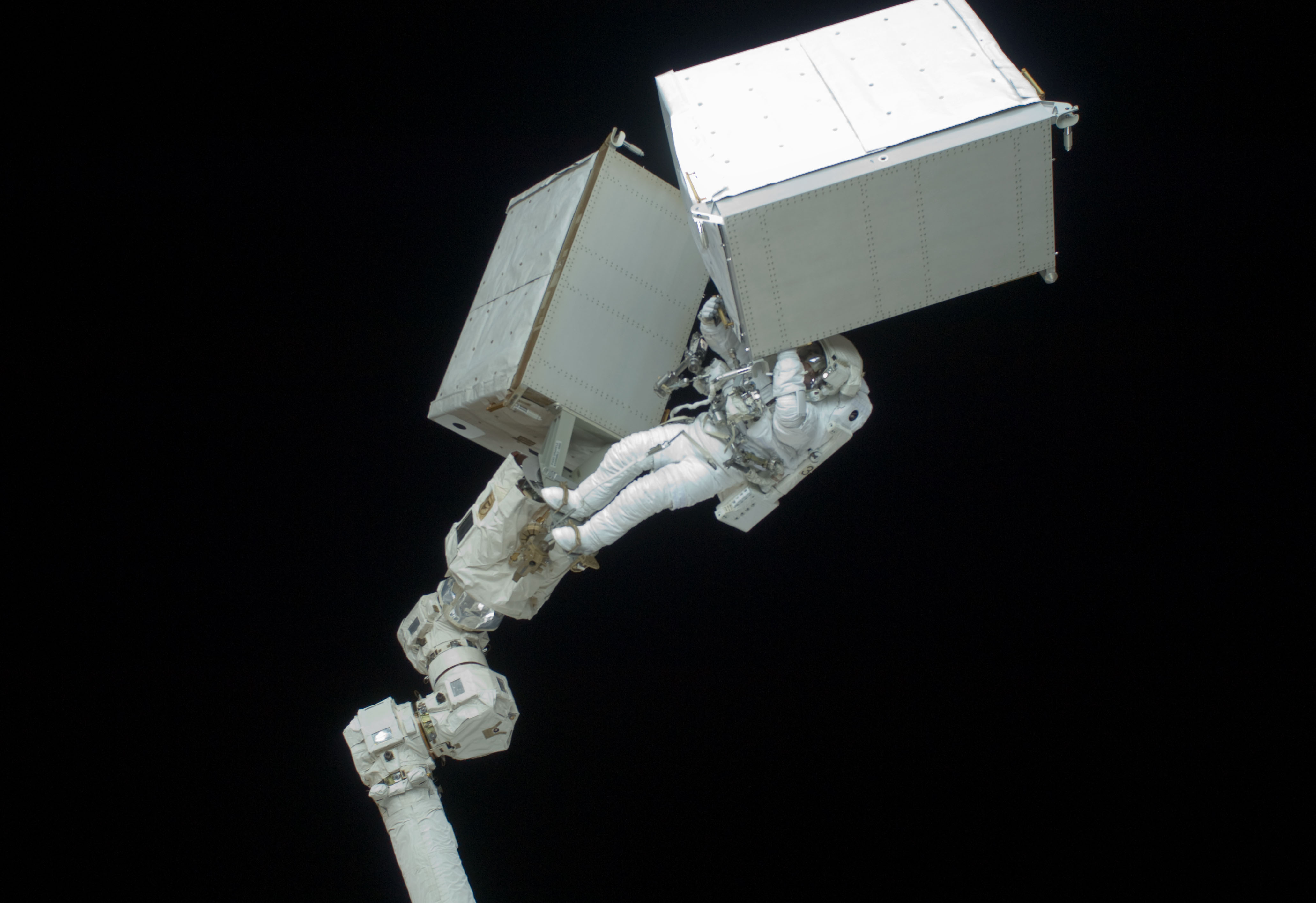
Arne Christer Fuglesang a második űrsétán, a Canadarm2 robotkaron állva, a két ammóniatartállyal

A küldetés második, 6 óra 39 perces űrsétáján John „Danny” Olivas és Christer Fuglesang elhelyezték az új ammóniatartályt és csatlakoztatták az űrállomás hűtőrendszeréhez, ezzel a tervezettnél előbb elkészültek, így néhány kisebb, előre nem tervezett tartalékfeladatot is elvégezhettek. A legénység többi tagja folytatta a felszállított rakomány átrakását a Discoveryről és az MPLM-ből az űrállomásra.

### Nyolcadik nap, szeptember 4.
A napot a legénység nagy része pihenéssel töltötte. Tim Kopra folytatta munkájának átadását az őt az űrállomáson követő Nicole Stottnak. Olivas és Fuglesang a következő napi űrsétára készülve, az éjszakát a Quest zsilipkamrában, kisebb légnyomáson töltötték.

### Kilencedik nap, szeptember 5. EVA 3

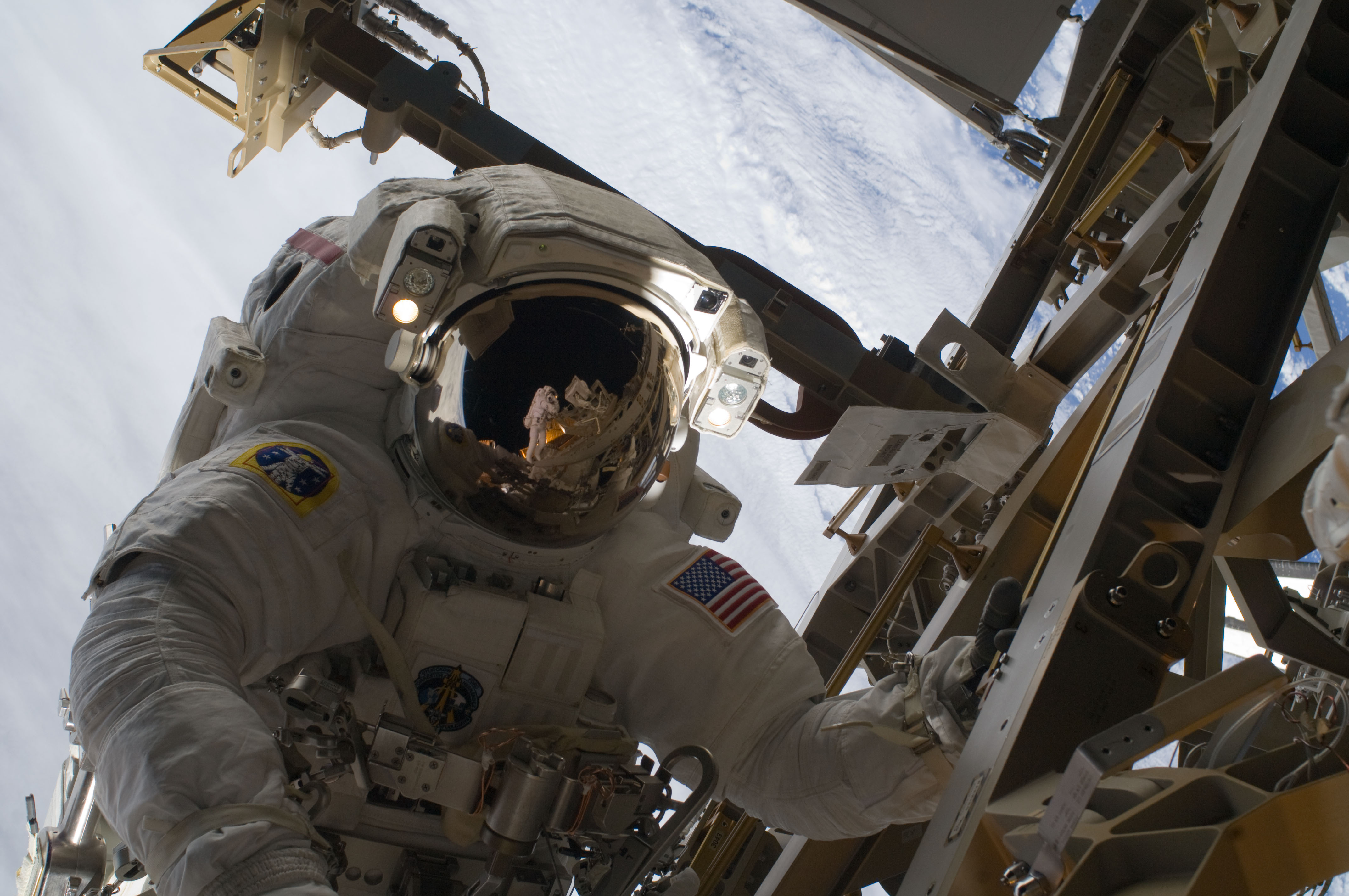
Danny Olivas during EVA 3.

A küldetés utolsó, 7 óra 1 perces űrsétáján Olivas és Fuglesang kábeleket szereltek fel az integrált rácsszerkezet és az Unity modul közé, ezzel előkészítve a Tranquility modul helyét, mely az STS–130 repülésen, előre láthatólag 2010 februárjában kerül a helyére. Elhelyeztek két GPS-antennát is, mely a japán HTV teherűrhajó két héttel későbbi dokkolását segíti elő. Az S3 rácselemen rögzítőrendszert (Payload Attachment System) szereltek fel, erre később kísérleti berendezéseket lehet felszerelni.

### Tizedik nap, szeptember 6.
A személyzet az űrállomáson végzett kísérletek eredményeit tartalmazó konténereket rakodott az űrrepülőgépre, hogy azokat visszaszállíthassák a Földre, később pihentek.

### Tizenegyedik nap, szeptember 7.
A nap az MPLM lezárásával kezdődött. Ezután leválasztották az űrállomásról, és a robotkarok segítségével áthelyezték az űrrepülőgép rakterébe. A Földre visszatérő legénység átszállt az űrrepülőgépbe, majd lezárták a dokkolóberendezéseket, eztán nyugovóra tértek.

### Tizenkettedik nap, szeptember 8.
A szétválás után, melyet a finom manőverezésre szolgáló hajtóművek részleges meghibásodása miatt a szokásostól eltérő módon hajtottak végre, az űrrepülőgép egyszer körberepülte az űrállomást, miközben újra ellenőrizték a hővédő pajzs állapotát, majd eltávolodott tőle. A dokkolás megszűnésével az űrrepülőgép lassú sodródása következett, 450 méter távolságban indították a főmotorokat. A szétkapcsolódás után 13 órával űrszemét közelítette meg az űrállomást, de kitérő manőverre végül nem volt szükség.

### Tizenharmadik nap, szeptember 9.
Az űrrepülőgép személyzete felkészült a leszállásra, az ilyenkor szokásos ellenőrzések (kormányfelületek, manőverező hajtóművek, robotpilóta) mellett visszahajtották a raktérbe a Ku-sávú, nagy sebességű kommunikációt lehetővé tévő parabolaantennát.

### Tizennegyedik nap, szeptember 10.
A leszállást a Kennedy Űrközpontban 23:47-kor (UTC) tervezték, de ezt egy fordulattal el kellett halasztani az időjárás miatt. A második leszállási alkalom, egy fordulattal később, szeptember 11-én 00:40-kor (UTC) szintén alkalmatlannak bizonyult a rossz időjárás miatt.

### Tizenötödik nap, szeptember 11., leszállás
Kaliforniában az Edwards légitámaszponton (AFB) 00:53-kor (UTC, magyar idő szerint hajnali 02:53-kor) leszállt. Összesen 13 napot, 20 órát, 54 percet és 55 másodpercet töltött a világűrben. 9 262 217 kilométert (5 755 275 mérföldet) repült, 219 alkalommal kerülte meg a Földet. Egy különlegesen kialakított Boeing 747 tetején visszatért kiinduló bázisára.